# Rodrigo Ribeiro
Rodrigo Duarte Ribeiro (Viana do Castelo, 28 april 2005) is een Portugees voetballer die bij voorkeur als aanvaller speelt. Hij tekende in 2021 voor Sporting.

## Clubcarrière
Ribeiro tekende zijn eerste profcontract bij Sporting op 13 mei 2021. Op 8 maart 2022 werd hij bij het eerste elftal gehaald. Eén dag later debuteerde hij in de UEFA Champions League tegen Manchester City. Op 9 april 2022 debuteerde Ribeiro in de Primeira Liga tegen CD Tondela.